# ヴァンパイア・イン・ブルックリン
『ヴァンパイア・イン・ブルックリン』（Vampire in Brooklyn）は、1995年のアメリカ映画。

## ストーリー
吸血鬼マクシミリアン(エディ・マーフィ)は、一族とともにエジプトを追放された後、一人バミューダの島で旅行者の血で飢えをしのいでいた。
しかし、一族の多くが殺され、彼は唯一残っている一族の女に会いにニューヨークのブルックリンへと足を運んだ。

## キャスト
| 役名                   | 俳優                                | 日本語吹替 | 日本語吹替                                                             |
| 役名                   | 俳優                                | VHS版      | フジテレビ版                                                           |
| ---------------------- | ----------------------------------- | ---------- | ---------------------------------------------------------------------- |
| マクシミリアン         | エディ・マーフィ                    | 江原正士   | 下條アトム                                                             |
| ポーリー牧師           | エディ・マーフィ                    | 江原正士   | 下條アトム                                                             |
| グイド                 | エディ・マーフィ                    | 江原正士   | 下條アトム                                                             |
| リタ・ヴェダー         | アンジェラ・バセット                | 戸田恵子   | 水谷優子                                                               |
| ジャスティス           | アレン・ペイン                      | 佐久田脩   | 宮本充                                                                 |
| ジュリアス・ジョーンズ | カディーム・ハーディソン            | 関俊彦     | 堀内賢雄                                                               |
| サイラス・グリーン     | ジョン・ウィザースプーン            | 内海賢二   | 緒方賢一                                                               |
| ジーコ博士             | ゼイクス・モカエ                    | 島香裕     | 富田耕生                                                               |
| デューイ               | ジョアンナ・キャシディ              | さとうあい | 弥永和子                                                               |
| ニッキー               | シンビ・カーリ                      | 池本小百合 | 金野恵子                                                               |
| エヴァ                 | メッシリ・フリーマン                | 喜田あゆ美 | 雨蘭咲木子                                                             |
| アンソニー             | ニック・コッリ                      | 相沢まさき | 遠藤純一                                                               |
| スラッシャー           | W・アール・ブラウン                 | 星野充昭   | 星野充昭                                                               |
| バーテンダー           | アヨ・アデイェミ                    | チョー     | 中田和宏                                                               |
| ベアー                 | ジョー・コスタンザ                  | 辻親八     | 楠見尚己                                                               |
| リジー                 | ジョン・ラモッタ                    | 茶風林     | 藤本譲                                                                 |
| トニー                 | ミッチ・ピレッジ （ノンクレジット） | 島香裕     | 稲葉実                                                                 |
| 役不明又はその他       |                                     | 宝亀克寿   | 小島敏彦 定岡小百合 後藤哲夫 磯辺万沙子 佐藤しのぶ 小形満 あらいしずか |

- VHS版

翻訳：九鮎子
- フジテレビ版：初回放送2000年7月29日『ゴールデン洋画劇場』

## スタッフ
- 監督：ウェス・クレイヴン
- 製作：エディ・マーフィ、マーク・リプスキー
- 製作総指揮：マリアンヌ・マッダレーナ、スチュアート・Ｍ・ベッサー
- 原案：エディ・マーフィ、ヴァーノン・リンチ・ジュニア、チャールズ・マーフィ
- 脚本：チャールズ・マーフィ、マイケル・ルッカー、クリス・パーカー
- 撮影：マーク・アーウィン
- SFX：ジュリア・ギブソン、ピーター・M・チェズニー
- 衣装：ハー・グエン
- 音楽：J・ピーター・ロビンソン
- 編集：パトリック・ルシア
- 字幕：岡枝慎二

## エンディングテーマ曲
- スティービー・ワンダー「迷信」（1972年初出アルバム「トーキング・ブック」収録曲《レーベル：モータウン》より）